# Marcel Schouten
Marcel Schouten (Eindhoven, 18 giugno 1993) è un nuotatore olandese, specializzato nel nuoto di fondo.

## Biografia
È stato vicecampione iridato a Kazan' 2015 nella 5 km a squadre e campione continentale agli europei di Berlino 2014 nella stessa disciplina, in entrambe le occasioni in con Ferry Weertman e Sharon van Rouwendaal.
Ha vinto la medaglia d'oro maschile (3º posto generale) alla Capri-Napoli 2020, terminando alle spalle dell'italiana Arianna Bridi e della brasiliana Ana Marcela Cunha.
Intrattiene una relazione sentimentale con la nuotatrice francese Caroline Jouisse.

## Palmarès
| Anno | Manifestazione            | Sede     | Evento         | Risultato | Prestazione | Note |
| ---- | ------------------------- | -------- | -------------- | --------- | ----------- | ---- |
| 2012 | Europei di nuoto di fondo | Piombino | 5 km           | 12º       | 56'20"0     |      |
| 2012 | Europei di nuoto di fondo | Piombino | 10 km          | 32º       | 2h03'10"8   |      |
| 2014 | Europei                   | Berlino  | 10 km          | 18º       | 1h50'14"6   |      |
| 2014 | Europei                   | Berlino  | 25 km          | 8º        | 5h10'48"4   |      |
| 2014 | Europei                   | Berlino  | 5 km a squadre | Oro       | 55'47"8     |      |
| 2015 | Mondiali                  | Kazan'   | 10 km          | 24º       | 1h50'52"4   |      |
| 2015 | Mondiali                  | Kazan'   | 25 km          | dnf       | dnf         |      |
| 2015 | Mondiali                  | Kazan'   | 5 km a squadre | Argento   | 55'31"2     |      |
| 2017 | Mondiali                  | Budapest | 10 km          | 18º       | 1h52'33"1   |      |
| 2017 | Mondiali                  | Budapest | 25 km          | 9º        | 5h04'53"0   |      |

## Altre competizioni internazionali
- alla Capri-Napoli (3º generale) - 6h05'07"